# Cho-looke, the Yosemite Fall
Cho-looke, the Yosemite Fall est un tableau du peintre germano-américain Albert Bierstadt réalisé en 1864. Cette huile sur toile est un paysage représentant les chutes de Yosemite, dans la Sierra Nevada, en Californie. L'œuvre est conservée au Timken Museum of Art, à San Diego.

## Historique
Le  groupe rassemblé autour d'un feu au premier plan bas est constitué de géographes mandatés par le gouvernement fédéral américain afin d'établir des relevés topographiques en prévision d'une route devant relier l'océan Pacifique. Bierstadt a participé à cette expédition et il en a ramené des croquis préparatoires à ce tableau. Le groupe est constitué également d'artistes dont on aperçoit le matériel de dessin posé sur le rocher au premier plan : une ombrelle de peintre, une boîte de couleurs et divers outils, ceux-là mêmes que Bierstadt a ramenés de cette expédition.

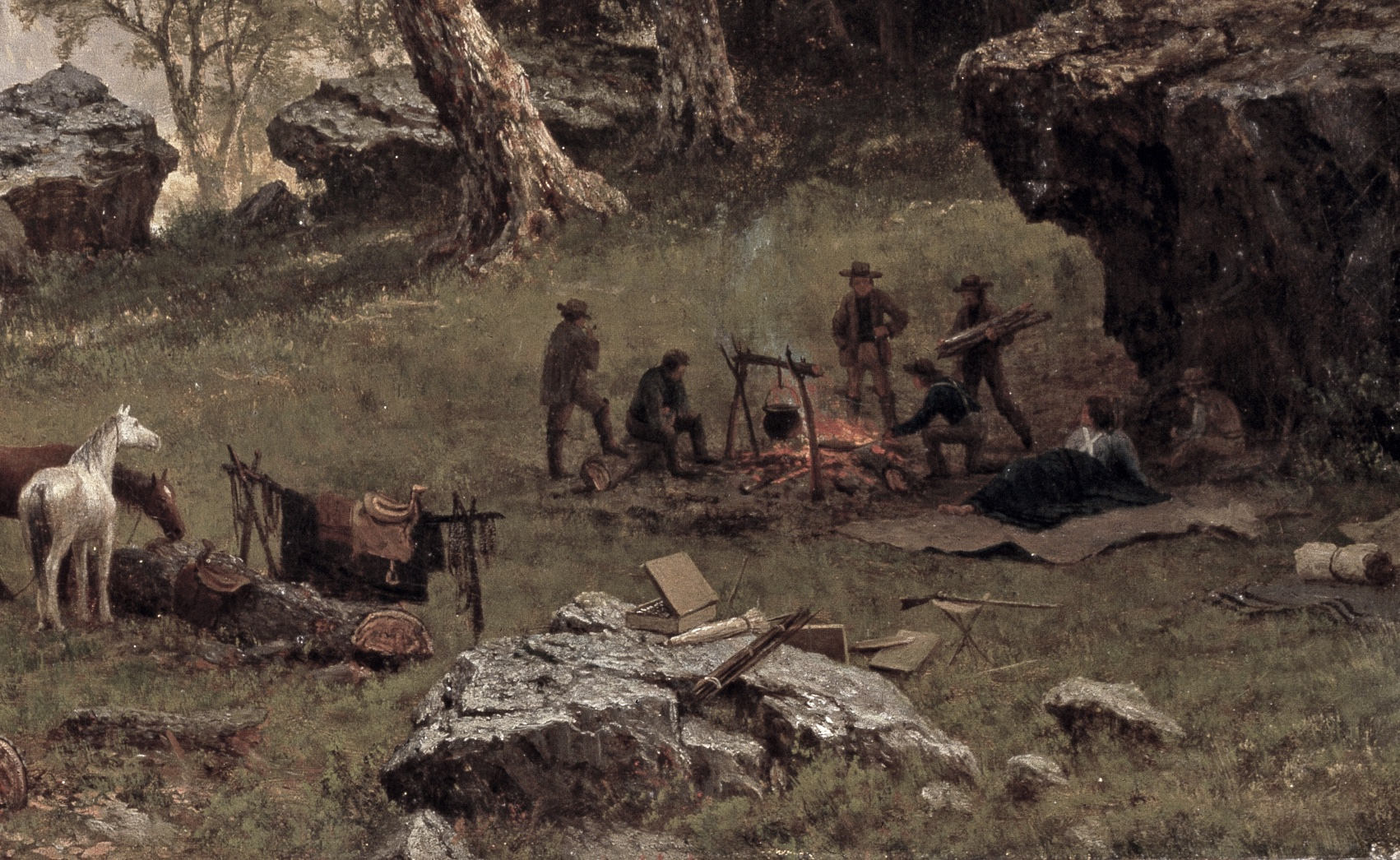
Le matériel du peintre sur le rocher.